# Delianuova
Delianuova (en calabrais : Delianova ; en griko : Δέλια) est une commune italienne du Mezzogiorno située dans la ville métropolitaine de Reggio de Calabre.

## Géographie
La commune de Delianuova est située sur les contreforts septentrionaux du massif de l'Aspromonte, entre 600 et 800 m d'altitude. Les nombreuses collines et hauts plateaux voisins du village sont plantés de chênes verts, de châtaigniers et d'oliviers, dont l'extraction et le commerce de l'huile représentent l'une des principales ressources financières des habitants.

### Climat
Influencé par l'altitude et la proximité de la mer Méditerranée, le climat de Delianuova présente à la fois des étés chauds avec des températures maximales avoisinant les 30 °C, marqués certaines années par la présence du sirocco, et des hivers plus froids que sur le littoral avec des phénomènes de neige qui, certaines années, présentent des accumulations considérables (40 cm de neige sont tombés dans la nuit du 14 au 15 février 2009). Ainsi, le gel et les températures négatives ne sont pas rares durant la saison hivernale. Les précipitations sont généralement plus abondantes au printemps et surtout en automne, bien que des orages peuvent également se former durant les mois de juillet et août aux heures les plus chaudes. La température moyenne annuelle à Delianuova est de 17,9 °C.

## Toponymie
Paracorio, initialement nommée Περαχώριον (Perachorio), signifie « terre au-delà des montagnes » en grec.
Pedavoli, en langue grecque, se nommait Δαρίδαλβον (Dapidalbon).

## Histoire
La commune de Delianuova est fondée officiellement le 27 janvier 1878 par ordre du roi Humbert Ier, qui décide de la fusion des municipalités préexistantes de Paracorio et de Pedavoli.
La tradition locale veut que Paracorio soit l'héritière de Delia, cité grecque de la côte ionienne détruite par les Sarrasins au IXe siècle.
Le village de Pedavoli semble très ancien également et apparaît dès l'an 1056 dans des textes écrits en grec de l'époque (où il est nommé Apedavuli). En 1782, Pedavoli compte déjà 1 224 habitants, ce qui en fait l'un des principaux centres urbains de l'Aspromonte.

## Culture et patrimoine

### Festivités
- Festa di San Giuseppe, 19 mars ;
- Festa di Sant'Elia, dernier dimanche de juillet ;
- Festa di Maria Santissima delle Grazie, dernier dimanche de juillet ;
- Festa di Maria Santissima Assunta, 15 août ;
- Festa di Maria Santissima della Salute, dernier dimanche d'août, à Piani di Carmelia ;
- Festa di San Nicola, 6 décembre.

### Personnalités liées à la commune
- Saverio Scutellà, peintre, poète et écrivain.

## Administration
| Période                                  | Période | Identité | Étiquette | Qualité |
| ---------------------------------------- | ------- | -------- | --------- | ------- |
|                                          |         |          |           |         |
| Les données manquantes sont à compléter. |         |          |           |         |

### Hameaux
Piani di Carmelia.

### Communes limitrophes
Cosoleto, San Luca, Scido.